# Jules Deschepper
Jules Descheppers (Zwijndrecht, 6 settembre 1906 – Charleroi, 18 dicembre 1988) è stato un ciclista su strada belga, professionista dal 1929 al 1937.

## Carriera
Ciclista adatto alle corse di un giorno, ottenne alcuni successi, oltre al terzo posto alla Liegi-Bastogne-Liegi del 1931, più numerosi piazzamenti di prestigio in altre semi-classiche.

## Palmarès

### Strada
- 1928

Giro di Bruxelles
- 1929

Heistse Pijl
- 1932

Nationale Sluitingsprijs

## Piazzamenti

### Classiche monumento
- Giro delle Fiandre

1928: 9º
1931: 23º
- Parigi-Roubaix

Parigi-Roubaix: 44°
- Liegi-Bastogne-Liegi

1929: 18º
1931: 3º
1932: 26°